# オデュッセイア (映画)
『オデュッセイア』（英: The Odyssey）は、クリストファー・ノーランが脚本・製作・監督を務める、叙事詩的なファンタジー・アクション映画。本作は、ホメロスの同名の叙事詩（オデュッセイア）を原作とした作品であり、ユニバーサル・ピクチャーズが配給し、ノーランの制作会社であるシンコピー・フィルムズが製作を手掛ける。
映画では、マット・デイモンが古代ギリシアのイタケーの王（バシレウス）であるオデュッセウスを演じ、トロイア戦争後に妻のペネロペと再会するために故郷へ帰還する旅路が描かれる。また、アンサンブル・キャストとして、トム・ホランド、アン・ハサウェイ、ゼンデイヤ、ルピタ・ニョンゴ、ロバート・パティンソン、シャーリーズ・セロンらが出演する。
2024年10月、ノーラン監督が前作『オッペンハイマー』（2023年公開）に続き、ユニバーサル・ピクチャーズで次回作を制作中であることが明らかになった。その後数か月にわたってキャスティングが行われ、同年12月には本作がホメロスの『オデュッセイア』を原作とした作品であることが発表された。
撮影は2025年2月下旬に、イギリス、モロッコ、そしてイタリア各地で開始された。推定製作費は2億5,000万ドルとされており、ノーラン監督のキャリア史上、最も高額な映画になると見られている。
本作『オデュッセイア』は、2026年7月17日にアメリカで劇場公開される予定である。

## 概要
『オデュッセイア』は、古代ギリシアのイタケーの王である英雄オデュッセウスがトロイア戦争の勝利の後に故郷イタケーへ帰還（凱旋）する途中に起きた危険な旅を描く。オデュッセウスは、キュクロープスのポリュペーモス、セイレーン、そして魔女神キルケーと遭遇しながら進み、最終的に妻ペネロペとの再会を果たすまでの旅路を描く。

## キャスト
オデュッセウス
演 - マット・デイモン
ギリシャのイタカ島の伝説の王。
テーレマコス
演 - トム・ホランド
オデュッセウスの息子。
キルケー
演 - シャーリーズ・セロン
アイアイエー島に住む魔女。
役名不明
- アン・ハサウェイ
- ゼンデイヤ
- ルピタ・ニョンゴ
- ロバート・パティンソン
- ジョン・バーンサル
- ベニー・サフディ（英語版）
- ジョン・レグイザモ
- エリオット・ペイジ
- ヒメーシュ・パテル
- ビル・アーウィン
- サマンサ・モートン
- ジェシー・ガルシア（英語版）
- ウィル・ユン・リー
- ラフィ・ガヴロン（英語版）
- シャイロ・フェルナンデス
- ミア・ゴス
- コーリー・ホーキンズ
- ニック・タラベイ（英語版）
- ジミー・ゴンザレス（Jimmy Gonzales）
- モーリス・コンテ（英語版）
- マイケル・ヴラミス（英語版）
- イド・ゴールドバーグ（英語版）
- ジョシュ・スチュワート
- ローガン・マーシャル＝グリーン

## 制作

### キャスティング
2024年10月、監督のクリストファー・ノーランが、前作『オッペンハイマー』に続き、ユニバーサル・ピクチャーズで次回作を制作中であることが明らかになった。ノーランは今回も脚本を執筆し、妻のエマ・トーマスとともに自身の制作会社、シンコピー・フィルムズを通じて映画を製作している。
マット・デイモンは、本作への主演交渉に入っており、これは『オッペンハイマー』や『インターステラー』（2014年）に続くノーランとの再共演となる。撮影は2025年初頭に開始される予定だった。
本作は映画『オッペンハイマー』がユニバーサルによる入札で制作権を獲得したのとは異なり、本作は最初から同スタジオで制作が進められた。また、クリストファー・ノーランが2009年に企画を検討していたイギリスのスパイドラマ『プリズナー』（1967～68年）の映画化ではないかという臆測が流れたが、ハリウッド・リポーターがこれを否定した。
デイモンは同月後半に主演が正式に決定し、続いてトム・ホランドのキャスティングが発表された。11月には、ノーラン作品に過去出演したアン・ハサウェイ（『ダークナイト ライジング』（2012年）、『インターステラー』）とロバート・パティンソン（『TENET テネット』（2020年））が未公表の役でキャストに加わったほか、ゼンデイヤ、ルピタ・ニョンゴ、シャーリーズ・セロンの出演も決定した。
2024年12月、ユニバーサルはノーランの新作映画のタイトルを『The Odyssey（オデュッセイア）』と発表し、本作がホメロスの古代ギリシアの叙事詩『オデュッセイア』を原作とした作品であることを明らかにした。
同スタジオは本作を「神話的アクション叙事詩」と表現し、世界各地で撮影が行われると発表した。また、製作費は2億5000万ドルと報じられ、ノーランのキャリア史上最も高額な映画となることが明らかになった。
デイモンがオデュッセウス役となることが発覚したのは、2月中旬に公開されたデイモンの衣装姿の初公開写真がきっかけで、撮影がその月の後半に始まる前に発表された。この発表は、トム・ホランドがオデュッセウス役を演じる可能性があるという噂が流れた後のことだった。

### 撮影
主要撮影は2025年2月に開始され、イギリスとモロッコで行われた。シチリアのエオリア諸島での撮影は3月に始まり、特に詩（オデュッセイア）の中で言及されているファヴィニャーナ島がロケ地となる予定である 。本作は、新しいIMAX技術を使用して撮影される予定で、商業映画史上初となる、全編IMAXフィルムカメラで撮影される。

## 公開
『オデュッセイア』は、2026年7月17日にユニバーサル・ピクチャーズによってアメリカで劇場公開され、IMAXでも上映される予定である。
ノーランのビジョンがもっとも強く反映されるIMAX 70mmフィルムシアターの一部上映回のみ、前売りチケットが2025年7月17日に発売された。公開の1年前に前売りチケットを発売するのはハリウッドのスタジオとしては初めての試みである。